# ژان-دنی بردن
ژان-دنی بردن (فرانسوی: Jean-Denis Bredin‎؛ زادهٔ ۱۷ مهٔ ۱۹۲۹ – درگذشتهٔ ۱ سپتامبر ۲۰۲۱) وکیل و نویسنده اهل فرانسه بود. وی در ۱۵ ژوئن ۱۹۸۹ به عضویت فرهنگستان فرانسه انتخاب شد.